# Vladan Alanović
Vladan Alanović, född 3 juli 1967 i Zadar, Kroatien (dåvarande Jugoslavien), är en kroatisk basketspelare som tog OS-silver 1992 i Barcelona. Detta var första gången som Kroatien deltog som självständig nation. Han var även med i det kroatiska laget som deltog i baskettävlingarna 1996 i Atlanta.